# Cepheus pegazzanoae
Cepheus pegazzanoae är en kvalsterart som beskrevs av Bernini och Nannelli 1982. Cepheus pegazzanoae ingår i släktet Cepheus och familjen Cepheidae. Inga underarter finns listade i Catalogue of Life.